# Salmo chilo
Salmo chilo es una especie de pez del género Salmo.

## Descripción
Cuenta con 4 bandas oscuras en la parte del flanco, esta característica o rasgo distintivo se aprecia tanto en machos como hembras. Parte dorsal de la cabeza es convexo, maxilar y labio inferior carnosos, la longitud del maxilar es aparentemente más largo en el macho que en la hembra. En cuanto a coloración, se trata de una especie con manchas negras irregulares. Presenta además 15-17 filas de escamas entre la línea lateral y la parte de la aleta anal. Mide 23,5 cm de longitud (92,51 pulgadas).

## Distribución y hábitat
Se distribuye por Asia, en la parte del arroyo Akdere, en el alto río Ceyhan, Turquía. Es una especie marina bentopelágica de agua dulce que suele encontrarse en arroyos montañosos que son alimentados por manantiales.